# Яцек Магера
Яцек Магера (на полски: Jacek Magiera) е бивш полски футболист и треньор.

## Кариера

### Кариера като футболист
Дебютира за Ракув Ченстохова през 1991. След края на сезон 1996/97 е трансфериран в Легия Варшава, където играе до 2006 година. След това за кратко е част и от тимовете на Видзев Лодз и Краковия Краков.

### Кариера като треньор
Веднага след като приключва кариерата си на футболист, Магера става помощник-треньор в младежкия национален отбор и бившия си клуб – Легия Варшава. През сезон 2014/15 води дублиращия тим на „Милиционерите“. През 2016 г. за кратко води Заглембе Сосновец, след което се завръща в Легия.

## Успехи

### Като футболист
Легия Варшава
- Шампион на Полша (2): 2001/02, 2005/06

### Като треньор
Легия Варшава
- Шампион на Полша (1): 2016/17